# Kijevci (Bosanska Gradiška, BiH)
Kijevci je naseljeno mjesto u sastavu općine Bosanska Gradiška, Republika Srpska, BiH.

## Stanovništvo
| Kijevci            |              |
| Godina popisa      | 1991.        |
| Srbi               | 364 (95,54%) |
| Hrvati             | 4 (1,05%)    |
| Muslimani          | 2 (0,52%)    |
| Jugoslaveni        | 4 (1,05%)    |
| ostali i nepoznato | 7 (1,84%)    |
| ukupno             | 381          |